# Sanshin

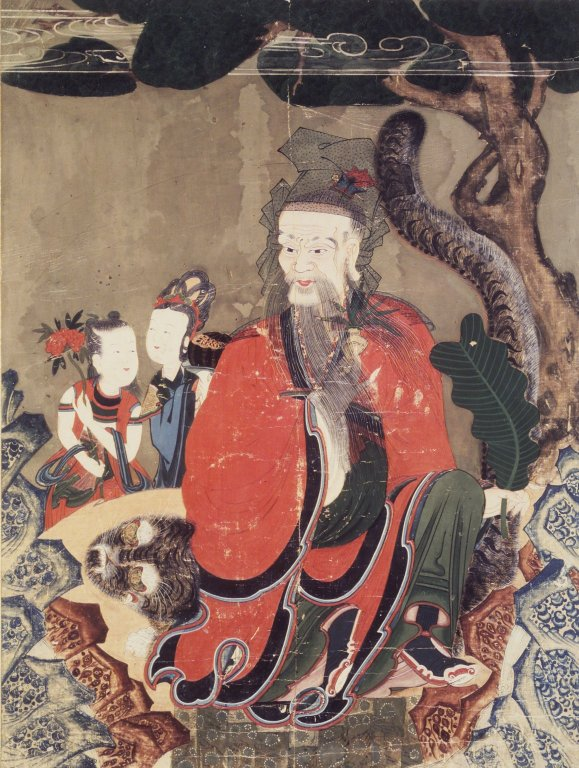
Sanshin

În mitologia coreeană, Sanshin (coreeană: 산신) este un zeu local al munților. De multe ori este asociat cu un tigru. Echivalentul japonez este yama-no-kami sau yamagami.
În Coreea, fiecare templu budist are un altar dedicat lui Sanshin și care este numit sanshin-gak (산신각, 山神閣). Pe aceste altare este reprezentat ca un om bătrân înconjurat de tigri.